# دوريس هيل
دوريس هيل (بالإنجليزية: Doris Hill)‏ هي ممثلة أمريكية، ولدت في 21 مارس 1905 في الولايات المتحدة، وتوفيت بنفس المكان في 3 مارس 1976.

## وصلات خارجية
- دوريس هيل على موقع IMDb (الإنجليزية)
- دوريس هيل على موقع أول موفي (الإنجليزية)
- دوريس هيل على موقع قاعدة بيانات الفيلم (الإنجليزية)